# هاسونوما، چیبا
هاسونوما، چیبا (به لاتین: Hasunuma) یک منطقهٔ مسکونی در ژاپن است که در کانتو واقع شده‌است. هاسونوما ۴٬۸۴۶ نفر جمعیت دارد.